# انتشار المسوؤلية
انتشار المسؤولية (بالإنجليزية: Diffusion of responsibility) هي ظاهرة اجتماعية نفسية، تشير إلى الشخص الأقل عرضة لتحمل المسؤولية عن العمل أو الاستمرار في الخمول عندما يكون الأشخاص الأخرين موجودين. وتعتبر هذه الحالة شكلاً من نظرية العزو، حيث يفترض الشخص بأن الأخرين مسوؤلون عن القيام بالأفعال المطلوبة.
تدل ظاهرة انتشار المسؤولية إلى تقليل المسؤولية الفردية في المجموعة، عندما يشعرون بأنهم جزء من مجموعة. ففي حالات الطوارئ، على سبيل المثال، يشعر الأفراد بأقل قدر من المسؤولية تجاه استجابة الحادث أو الاتصال للحصول على المساعدة إذا كانوا يعرفون أن هناك آخرين يشاهدون الوضع، أو إذا كانوا يعلمون أنهم جزء من مجموعة المشاهدين.
وفي إطار المجموعات، يتجلى انتشار المسؤولية في تخفيض المسؤولية الفردية التي يشعر بها كل عضو للمساهمة والعمل بجدية لإنجاز المهمة أو تحقيق الهدف. وهذا النوع من الظاهرة يعتبر حاضراً في معظم المجموعات بدرجات متفاوتة، ويمكن التقليل من تأثيره عن طريق تقليل حجم المجموعة، وتحديد التوقعات بوضوح، وزيادة المساءلة.
وتميل هذه الظاهرة للحدوث في جماعات فيها عدد محدد من الناس وعندما تكون المسوؤلية غير محددة بوضوح.نادراً ماتحدث هذه الظاهرة عندما يكون الشخص وحده والانتشار يتزايد في المجموعات من ثلاثة أشخاص أو أكثر.
وتتراوح أسباب انتشار المسؤولية من تأثيرات نفسية مرتبطة بالتعتيم إلى الاختلافات في الجنس. ويمكن أن تكون آثار السلوكيات المرتبطة بانتشار المسؤولية مهددة حيث تزداد حالات عدم الالتزام الأخلاقي وتراجع سلوك المساعدة.

## أمثلة حقيقة من العالم
في العديد من الأمثلة الحقيقية، يمكن أن يكون من الصعب الجزم بالتأكيد التام بأن بعض الأحداث حدثت أو تحدث بسبب تأثير اجتماعي نفسي مثل انتشار المسؤولية، وذلك لأن هذه الأحداث تشمل عوامل عديدة أخرى. كما أن العديد من هذه الأحداث كانت مؤلمة للأفراد الذين تحدثوا عنها. وفي الحالات التي تعرف أنها تزيد من القلق، عُثر على أن الأحداث تُفسر بشكل أكثر خطورة أو عدم دقة ممّا يبدو. وبالرغم من أن التمثيل الدقيق للأحداث قد يكون موضوع شك، إلا أن هناك تحليلات شاملة للأحداث التالية تتعلق بانتشار المسؤولية وتطبيق مفهومه.

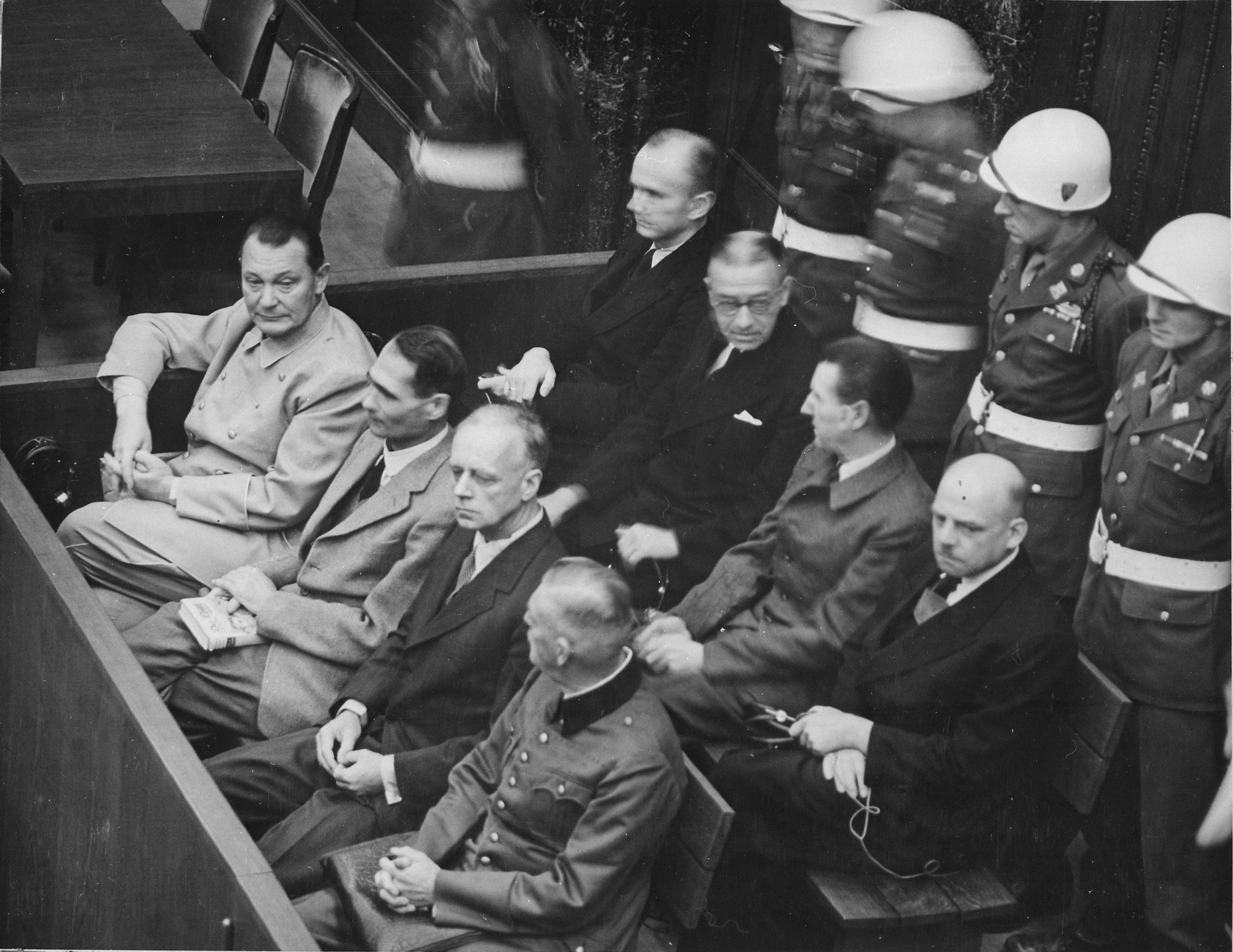
استخدم انتشار المسؤولية كدفاع قانوني شهير من النازيين المحاكمين في نورمبرغ بسبب جرائم الحرب خلال الحرب العالمية الثانية.

### الحرب العالمية الثانية
استخدم انتشار المسؤولية كدفاع قانوني شهير من قبل العديد من النازيين المحاكمين في نورمبرغ بسبب جرائم الحرب المزعومة التي ارتكبوها خلال الحرب العالمية الثانية. وقد استخدموا دفاعًا مماثلاً من قبل المدافعين عن المتهمين في مجزرة ماي لاي. بسبب تفريغ المسؤولية، لم يشعروا بالمسؤولية الشخصية للمساعدة أو عدم إلحاق الضرر بالضحايا، ولكنهم شعروا وكأنهم كانوا يتبعون الأوامر فقط، ولم يشعروا بالمسؤولية أو الشعور بالذنب عن أفعالهم. فقد وجهوا اللوم إلى أولئك الذين أمروا بهم تنفيذ الأوامر بدلاً من إلقاء اللوم على أنفسهم عن الفظائع التي ارتكبوها. إن انتشار المسؤولية هو سبب محتمل للعديد من مشاعرهم وأفعالهم، ولكن هناك عوامل أخرى محتملة من بينها العداء للسامية القائم في ألمانيا في ذلك الوقت والتهديدات التي فرضها مسؤولو النازية.

### مكان العمل
يمكن ملاحظة انتشار المسؤولية في مكان العمل من خلال استجابة الأشخاص للبريد الإلكتروني الجماعي مقارنة بالبريد الإلكتروني الفردي. عند إرسال البريد الإلكتروني الجماعي، يشعر الأشخاص بعدم المساءلة بسبب عدم توجيه البريد الإلكتروني إليهم شخصياً. وهذا هو مثال واضح على انتشار المسؤولية. وقد أظهرت الدراسات أن استجابات البريد الإلكتروني تكون أكثر فائدة وطولاً عندما توجه شخصياً بسبب الشعور الأكبر بالمسؤولية مقارنة بالبريد الإلكتروني الجماعي.
وثمة مثال آخر على انتشار المسؤولية يتعلق بالإفشاء في مكان العمل. فالعديد من الأشخاص الذين يعملون في شركات ترتكب بانتظام الاحتيال المحاسبي لا يكشفون عن ذلك. وعلى الرغم من أن هذا قد يبدو متناقضًا، إلا أن ذلك يعود مرة أخرى إلى مفاهيم عدم المساءلة والانحراف الأخلاقي. وكما ذكر سابقاً، فقد ظهر أن العديد من الأشخاص يركزون كثيرًا على مهامهم الفردية وينسون التفكير في المسؤوليات الأخلاقية في المنظمة. وبالتالي، قد لا ينظر في الإفشاء كخيار. علاوة على ذلك، ففي الشركات التي يشجع فيها الإفشاء، لا يشارك الناس لأنهم يفترضون أن الآخرين سيتحملون المسؤولية، ممّا يسبب شعوراً بنفس عدم المساءلة.

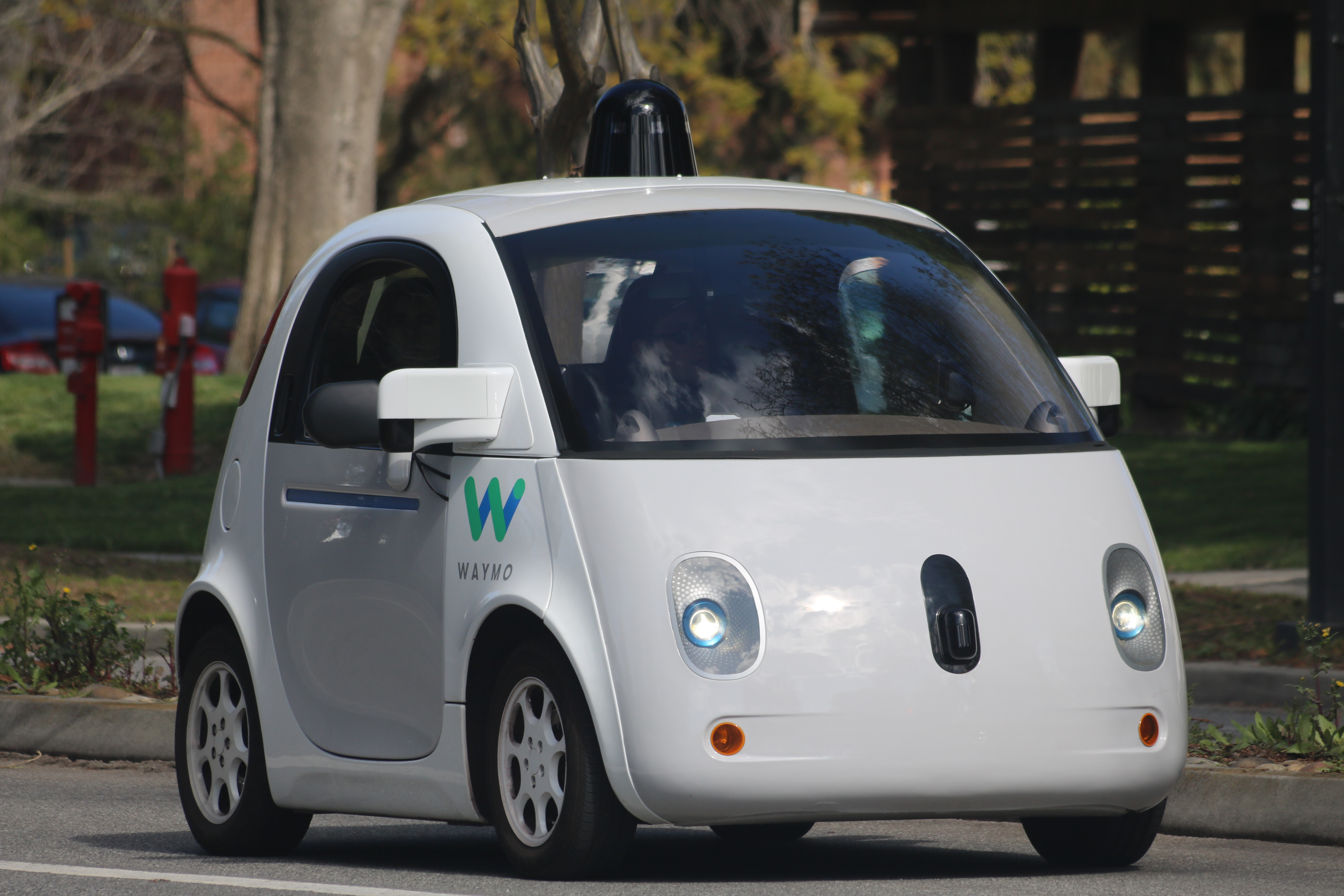
سيارة ذاتية القيادة

### سيارات ذاتية القيادة
تتطلب السيارات ذاتية القيادة وجود سائق بشري مستعد للتدخل في أي وقت إذا لزم الأمر، وأحد المخاوف الأمنية هي أن البشر سيكونون أقل احتمالاً للانتباه في حال كان النظام الآلي مسؤولًا جزئيًا عن القيادة.

## الأسباب
تحدث ظاهرة انتشار المسؤولية في المجموعات الكبيرة وتحت الظروف الإيجابية والسلبية على حد سواء. ففي المواقف الإيجابية، يثبط الأفراد للتدخل أو المساعدة فيما يحتاجه الآخرون مع وجود أشخاص آخرين. إذ يعتقد الشخص بأن الآخرين الحاضرين سيتدخلون أو يجب عليهم التدخل، وبالتالي لا يتصور أنه واجب عليه التصرف. ولن يحدث هذا إذا كان الشخص يعتقد أنه هو الوحيد الذي يدرك الموقف. إذا كان المارّة يقررون تقديم المساعدة، فقد يمتنعون عن القيام بذلك إذا كانوا يعتقدون أنهم يفتقرون إلى الكفاءة لتقديمها. وقد يصبح الأفراد مترددين في تقديم المساعدة خوفًا من كيفية رؤية الآخرين لهم.

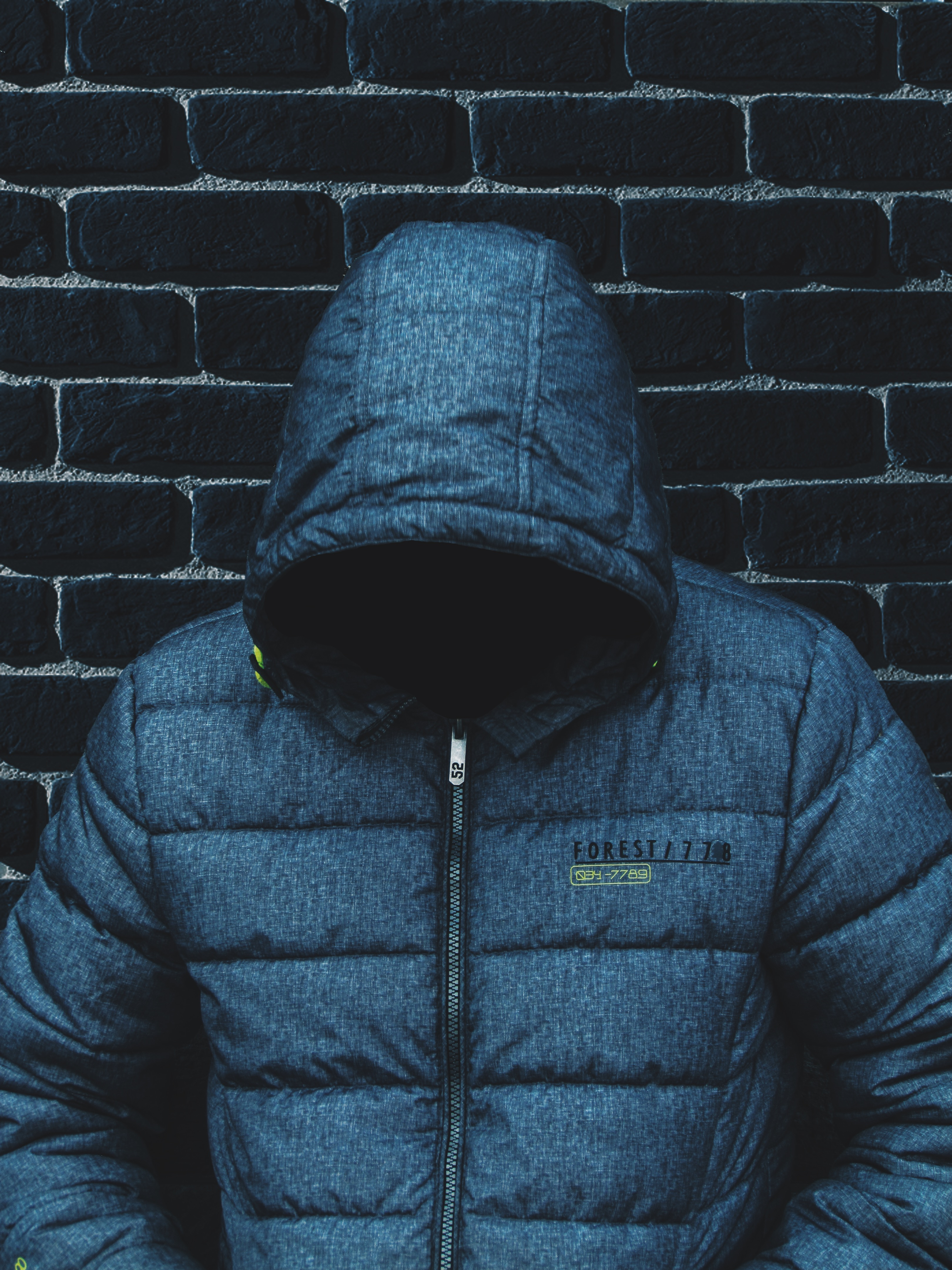
يحدث انتشار المسؤولية بشكل مرجح في ظل ظروف إخفاء الهوية

#### إخفاء الهوية
بالإضافة إلى ذلك، يحدث انتشار المسؤولية بشكل مرجح في ظل ظروف إخفاء الهوية. في المواقف الاجتماعية الإيجابية، يكون الأفراد أقل عرضة للتدخل عندما لا يعرفون الضحية شخصيًا، ويعتقدون أن شخصًا آخر سيساعد. أما في المواقف المعادية للمجتمع، فمن المرجح أن تنفذ السلوكيات السلبية عندما يكون الشخص في مجموعة من ذوي الدوافع المتشابهة، ويشعر بالانتماء للمجموعة ويظهر لديه مشاعر المسؤولية الشخصية عن العواقب. ونتيجة لذلك، يصبح الأفراد أقل وعيًا بأنفسهم ويشعرون بعدم الكشف عن هويتهم، مما يقلل من احتمالية شعورهم بالمسؤولية عن أي سلوك غير اجتماعي يقوم به أفراد مجموعتهم. ويمثل انتشار المسؤولية عاملاً سببيًا يحكم الكثير من سلوك الجماهير، فضلاً عن المخاطرة في المجموعات.
وعلى العكس من الإخفاء، فقد تبين أنه إذا كان بإمكان الشخص استخدام التكنولوجيا لمنع الإخفاء، فإن ذلك يمكن أن يساعد على منع انتشار المسؤولية. وقد أظهرت الدراسات أنه إذا أرسلت رسائل البريد الإلكتروني مباشرة إلى الأفراد بدلاً من توجيهها إلى مجموعات، فإن ذلك يمكن أن يمنع انتشار المسؤولية ويستحث المزيد من الردود. وبالإضافة إلى تحفيز المزيد من الردود، فإن الردود التي تم استلمت من الأفراد، بدلاً من المجموعات، كانت أطول بكثير وأكثر فائدة للأسئلة الأولية المطروحة.

#### تقسيم العمل
يمكن أن يتجلى انتشار المسؤولية في مكان العمل عندما تُعيين مهام الأفراد في إطار تقسيم العمل. وفي سياق الاقتصاد، يمكن ملاحظة انتشار المسؤولية في المجموعات عندما يقوم القائد بتعيين المهام للأفراد. ولتعزيز مفهوم العدالة، سيقوم القائد عادة بتوزيع حجم متساوٍ من العمل على الأفراد داخل المجموعة. ويعود هذا إلى فكرة أن الناس يرغبون بشكل عام في الظهور عادلين ولطفاء.
يمكن حدوث انتشار المسؤولية وفقًا لنظرية العالم النفسي ألبرت باندورا، عندما يقوم المدراء بتقسيم المهام إلى مهام فرعية داخل المؤسسة. وذلك لأنه عندما يتم تعيين الأفراد لمهام فردية، ينسون دورهم العام في المؤسسة ويتركزون بشكل أكبر على مهامهم الخاصة. وبالتالي، قد يقوم الأفراد بعدم قبول مسؤولياتهم تجاه المؤسسة بطريقة غير مقصودة، وذلك بالقيام فقط بمهامهم الفردية دون النظر إلى المسؤوليات العامة للمؤسسة. ويعود هذا إلى تحوُّل تركيزهم عن المساءلة في المؤسسة إلى تركيزهم على مهامهم الفردية.

#### الخبرة
يمكن ملاحظة انتشار المسؤولية في المؤسسات بناءً على الأدوار ومستويات الخبرة المختلفة. على سبيل المثال، في الهيكل الهرمي للمؤسسة، حيث يرتبط موقعك في المؤسسة بمستوى التزامك بالمجموعة، يميل الناس إلى تفريق المساءلة على أولئك الذين لديهم مسؤولية أكبر ومستوى أعلى في الهيكل. وتشير الأدلة المستمدة من العديد من الدراسات إلى أن "التابعين" لم يتحملوا المسؤولية لأنهم يشعرون بأنهم لديهم مكانة أقل في المؤسسة. ويفترض العديد من الأفراد في المجموعة أن أولئك الذين لديهم مستوى أعلى من السلطة هم المسؤولون عن الكثير وأنهم يتحملون مستوى أعلى من المسؤولية. ويمكن أن يؤدي ارتباط مستوى الخبرة أو الدور وكمية العمل المطلوب إلى شعور الناس بمستويات مختلفة من المسؤولية والمساءلة تجاه مساهماتهم الخاصة.

#### حجم المجموعة
بسبب انتشار المسؤولية، يشعر الناس بأن حاجتهم للتدخل في موقف ما تقل كلما زاد عدد الشهود الآخرين (المتصورين). في تجربة أجروها جون دارلي وبيب لاتاني عام 1968، تبين أن المشارك كان أقل احتمالاً بكثير لمساعدة شخص يعاني من نوبة صرع عندما يعتقد أن مشاركًا آخر على الأقل يسمع الشخص الذي يعاني من النوبة. وتناقصت احتمالية مساعدة المشارك مع زيادة عدد المشاركين الآخرين (حتى أربعة) الذين كان يعتقد أنهم يستمعون أيضًا للنوبة. ويعد حجم المجموعة عاملاً رئيسيًا في انتشار المسؤولية، حيث تبين في دراسة أخرى أن احتمالية تطوع الفرد ليكون مساعدًا أو قائدًا أساسيًا تنخفض أيضًا مع زيادة حجم المجموعة.

#### نوع الجنس
تشير الأبحاث السابقة إلى أن نوع الجنس يلعب دورًا في قرارات المساعدة التي يتخذها الناس. وفيما يتعلق بالمسؤولية الاجتماعية للمساعدة في الحالات التي تتطلب العون، يشعر الناس بعدم الرغبة في مساعدة أولئك الذين يعتقدون أنهم يحتاجون إلى المساعدة بشكل أقل. وبناءً على الأبحاث السابقة، فإن الناس بشكل عام كانوا يساعدون النساء، وكان انتشار المسؤولية أكثر شيوعًا عندما يحتاج الرجال إلى مساعدة لأن الصورة النمطية العامة كانت تشير إلى أن الرجال لا يحتاجون إلى المساعدة ويمكنهم التعامل مع الحالات بمفردهم، في حين كان ينظر إلى النساء على أنهن أضعف من الرجال. وأظهرت الأبحاث الجديدة أنه مع تغير وجهات النظر حول الصور النمطية للجنس، يكون انتشار المسؤولية أقل شيوعًا عندما تحتاج امرأة وحيدة إلى المساعدة، وذلك بفضل حركة تحرير المرأة التي ساعدت على تغيير هذه الصور النمطية.

## العواقب

#### التفكير الجماعي
يحدث التفكير الجماعي عندما يرغب كل فرد في المجموعة في التوصل إلى اتفاق واتفاق كامل أكثر مما يرغب في فحص المعلومات بشكل نقدي وفهمها واستخدامها.
في التفكير الجماعي يسعى الأفراد إلى تجنب أي صراع أو خلاف محتمل عند اتخاذ أي قرارات أو إجراءات، ويفضلون التوصل إلى حلول موحدة وتسويات لا يُفكر فيها بشكل جيد بدلاً من التفكير في الحجج التي قد لا تحصل على موافقة جماعية. وبالتالي، لا يمكن أن يؤدي التفكير الجماعي إلى أفضل القرارات أو الحلول، إذ يحدث عندما يكون أعضاء المجموعة يعرفون بعضهم بعضاً ويسعون إلى موافقة بعضهم البعض، خاصة في الأوضاع الصعبة. ويسهم تشتت المسؤولية في التفكير الجماعي، حيث يشعر كل عضو في المجموعة عندما يحدث تشتت المسؤولية بأنه لا يتحمل مسؤولية التعبير عن آرائه أو أفكاره الخاصة، مما يؤدي إلى هذا النوع من التفكير. وبالتالي، عندما يحدث تشتت المسؤولية داخل المجموعات، يحدث التفكير الجماعي بشكل أكثر احتمالًا.

#### التراخي الاجتماعي
التراخي الاجتماعي هو الاتجاه لدى الأفراد للقيام بجهود أقل عند العمل جماعياً مقارنة بالعمل الفردي. وتعتبر نظرية التأثير الاجتماعي مدى القدرة على اعتبار الأفراد إما مصادرًا أو أهدافًا للتأثير الاجتماعي. عندما يعمل الأفراد جماعيًا، تشتت مطالب مصدر التأثير الاجتماعي الخارجي (مثل باحث أو رئيس العمل) عبر العديد من الأهداف (أي تشتت المسؤولية عبر جميع أعضاء المجموعة)، ممّا يؤدي إلى انخفاض مستويات الجهد. وفي المهام الفردية، لا يحدث مثل هذا التشتيت، ويعمل الأفراد بجدية، حيث لا يوجد تشتت للمسؤولية. يفترض أن توزيع التأثير الاجتماعي يعتمد على قوة وعدد المصادر والأهداف الموجودة، ويتوقع أن يتبع قوة عكسية، حيث يقل تأثير كل عضو جديد في المجموعة مع زيادة حجم المجموعة. تعد تشتت المسؤولية سببًا مباشرًا للتراخي الاجتماعي، إذ يشعر الأعضاء بأنهم غير مسؤولين عن أفعالهم أو عدمها عند حدوث تشتت المسؤولية داخل المجموعة، وبالتالي يصبحون أكثر عرضة للتراخي الاجتماعي.

#### السلوك المساعد
في السلوك المساعد [الإنجليزية]، أظهرت التجارب الاجتماعية النفسية أن عدم مساعدة الأفراد للآخرين في حالات الطوارئ لا يرجع إلى قلة الاهتمام أو اللامبالاة، وإنما يرجع إلى وجود أشخاص آخرين. يفسر هذا الأمر بواسطة تأثير المتفرج وتشتت المسؤولية. ففي عام 1968 وفي سلسلة من التجارب التي تلت ذلك، أظهر جون دارلي وبيب لاتاني، أن اختيار الفرد للمساعدة أو التدخل في حالة وجود حالة طارئة يعتمد على عدد المتفرجين. أظهرت الدراسات أن حجم المجموعة يؤثر بشكل كبير على احتمالية المساعدة في حالات الطوارئ. فقد استجاب 85% من المشاركين بالتدخل عندما كانوا وحدهم، بينما استجاب 62% منهم عندما كان هناك شخص آخر، وكانت النسبة 31% فقط عند وجود أربعة متفرجين آخرين. وتكررت هذه النتائج في دراسات أخرى، بما في ذلك التقارير من الحالات الطارئة الحقيقية مثل استدعاء سيارة الإسعاف لحالات الجرعة الزائدة وتقديم الإنعاش القلبي الرئوي بعد التوقف القلبي.

#### سلوك المخاطرة
تعتبر ظاهرة تأثير التحول المحفوف بالمخاطر (انظر:التراخي الاجتماعي) الاحتمالية المتزايدة لدى المجموعة في دعم أو المشاركة في قرار أو فعل خطير. إذ تتيح المجموعات الأكبر حدوث تشتت للمسؤولية بشكل أوسع من المجموعات التي تتألف من شخصين أو ثلاثة. ومع زيادة حجم المجموعة، فإن احتمالية وجود عضو خطير ومؤثر يزداد أيضًا، والذي سيكون قادرًا على إقناع جميع الآخرين. وهذا يوضح كيف يمكن لحجم المجموعة الأكبر وارتفاع مستوى المخاطرة لشخص واحد أن يتسبب في تشتت المسؤولية عن جميع أعضاء المجموعة إلى العضو الذي يتخذ القرارات الحاسمة والمخاطرة. ومن وجهة نظر عمليات المجموعة، فإن تأثير تحول المخاطر يصبح أقوى كلما زاد حجم المجموعات. وقد ثبت من خلال العديد من الدراسات أن تأثير تحول المخاطر يزداد تفاوتًا كلما زاد حجم المجموعة.
في الأدبيات المتعلقة بالمخاطر، يحدث تشتت المسؤولية عندما يشعر الأفراد الأعضاء في المجموعة بأنهم يتحملون مسؤولية أقل عند الفشل في سعيهم للخيارات المخاطرة مقارنة بما لو كانوا يعملون بمفردهم. ويعد تحول المخاطر ظاهرة ثابتة استعرضت في التجارب التي تنطوي على مناقشة المجموعة والاتفاق عليها. وعلى سبيل المثال، أظهرت دراسة تستخدم المخاطر والمكاسب المالية والخسائر في أداء حل المشكلات وجود نسبة أكبر من التحول - وبالتالي زيادة المخاطرة - في صنع القرارات الجماعية [الإنجليزية].
هناك بعض الأبحاث التي تشير إلى أن تحول المخاطر يمكن أيضًا أن ينسب إلى استقطاب المجموعة وقواعد الأغلبية، والمقارنات الشخصية، والتأثير المعلوماتي، والتآلف. ومثل تشتت المسؤولية في حالات الطوارئ، فإن كلما زاد حجم المجموعة خلال ظروف النقاش وتبادل المعلومات، زاد تحول المخاطر.

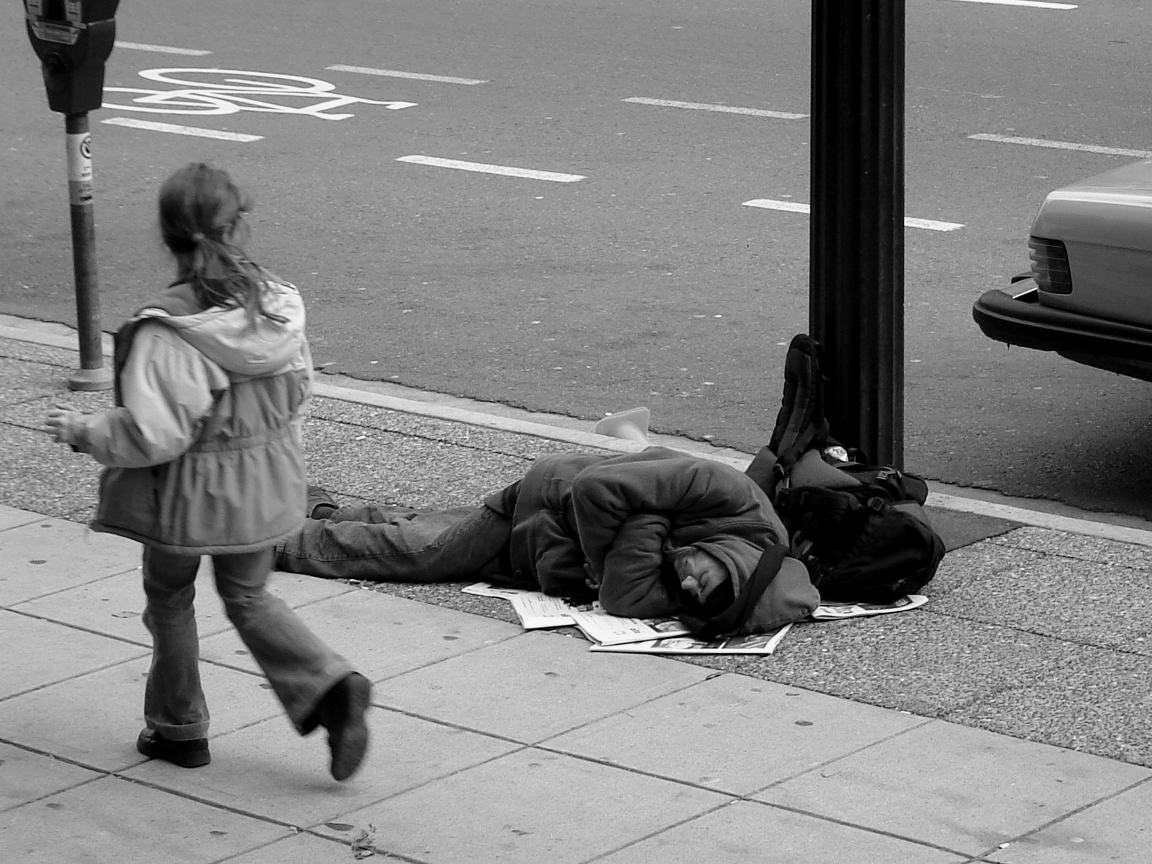
يحدث تأثير المتفرج عندما يشاهد العديد من الأفراد حدوث حالة معينة ولكنهم لا يتدخلون

#### تأثير المتفرج
ظهر مصطلح تأثير المتفرج كمفهوم نفسي في الستينيات، وذلك بعد جريمة قتل كيتي جينوفيزي التي ألقت بظلالها على سلوك الإنسان. وتسلط هذه الواقعة الضوء على تقليل احتمالية أن يتخذ شخص إجراءً فوريًا في حالة معينة عندما يكون جزءًا من مجموعة أو في وسط أشخاص آخرين.
درس دارلي ولاتانيه (1968) ما إذا كان وجود مشاهدين آخرين سيؤثر على الاحتمالية وسرعة استجابة المشاركين عند سماع شخص آخر (متآمر) يعاني من نوبة صرع. وقسم الباحثون المشاركين إلى مجموعات عبارة عن مجموعة من شخصين أو ثلاثة أو ستة أشخاص. واستنتج الباحثون أن المشاركين كانوا أقل عرضة للمساعدة كلما زاد عدد المشاهدين، مما يدل على وجود تأثير المتفرج.
تأثير المتفرج هو نوع محدد من تشتت المسؤولية - عندما تعتمد استجابة الناس لبعض الحالات على وجود الآخرين. يحدث تأثير المتفرج عندما يشاهد العديد من الأفراد حدوث حالة معينة ولكنهم لا يتدخلون (أو يتأخرون أو يترددون في التدخل) لأنهم يعلمون أن شخصًا آخر يمكن أن يتدخل، ويشعرون بمسؤولية أقل للقيام بذلك. ويتسبب ذلك مباشرة في تشتت المسؤولية، حيث يظهر أن الأفراد أقل عرضة للتدخل في حالة علمهم بأن آخرين يتفرجون؛ وبالتالي، ينتشر المسؤولية عن المساعدة بين مجموعة المشاهدين، ولا يشعر كل متفرج بمسؤولية قوية للتدخل، لذلك لا يقدم أحد المساعدة.
ومع ذلك، فقد ظهر أيضاً أن استجابات الأشخاص ومستويات المساعدة يمكن أن تتغير اعتمادًا على نوع الحالة (حالات الطوارئ مقابل حالات غير الطوارئ) أيضًا.

## مقالات ذات صلة
- انحياز للآلة
- المسؤوليات الجماعية
- علم نفس الحشود
- السلوك الجماعي
- قوة محركة للجماعة
- اختبار ملغرام
- أوامر عليا
- تراجيديا المشاع
- انحياز الإغفال
- استقطاب المجموعة
- تراخي اجتماعي

## وصلات إضافية
- Greater Good Magazine article examines how to overcome the bystander effect